# Dschanna

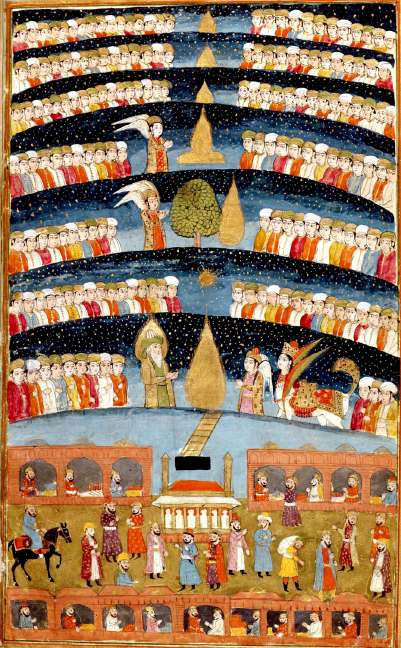
Mohammeds Paradies: Buchillustration, Kaschmir 1808, Bibliothèque nationale de France

Dschanna (arabisch جنّة, DMG ǧanna) ist der arabische Name für das Paradies im Islam. Er ist mit dem hebräischen Begriff Gan Eden (גן עדן) verwandt. Auch عدن, DMG ʿadn ‚Eden‘ wird im Koran verwendet, z. B. in Sure 20:76. Arabische Gegenbegriffe zu Dschanna sind Dschahannam (Hölle) und Nār („Höllenfeuer“). Dschanna wird, je nach islamischer Überlieferung, in sieben oder acht Stufen aufgeteilt, wobei die höchsten Stufen für die Frommsten bestimmt sind.

## Dschanna im Koran
Nach dem Koran lässt Gott Adam und Eva in der Dschanna wohnen (Sure 7:19).
In zahlreichen Stellen im Koran wird sie als jenseitiger Ort der Freude, der den Auserwählten verheißen ist, beschrieben:

„Das Paradies, das den Gottesfürchtigen versprochen ist, ist so beschaffen: In seinen Niederungen (w. unter ihm) fließen Bäche. Und es hat andauernd Früchte und Schatten. Das ist das letzte Ziel derer, die gottesfürchtig sind. Das letzte Ziel der Ungläubigen aber ist das Höllenfeuer.“

„Das Paradies, das den Gottesfürchtigen versprochen ist, ist so beschaffen: In ihm sind Bäche mit Wasser, das nicht faul ist, andere mit Milch, die (noch) unverändert (frisch) schmeckt, andere mit Wein, den zu trinken ein Genuß ist, und (wieder) andere mit geläutertem Honig. Sie (d.h. die Gottesfürchtigen) haben darin allerlei Früchte und Barmherzigkeit von ihrem Herrn (zu erwarten). (Sind die Insassen eines so herrlichen Paradieses etwa) Leuten gleich, die (ewig) im Höllenfeuer weilen und heißes Wasser zu trinken bekommen, das ihnen die Eingeweide zerreißt?“

## Die Gegenwärtigkeit des Paradieses

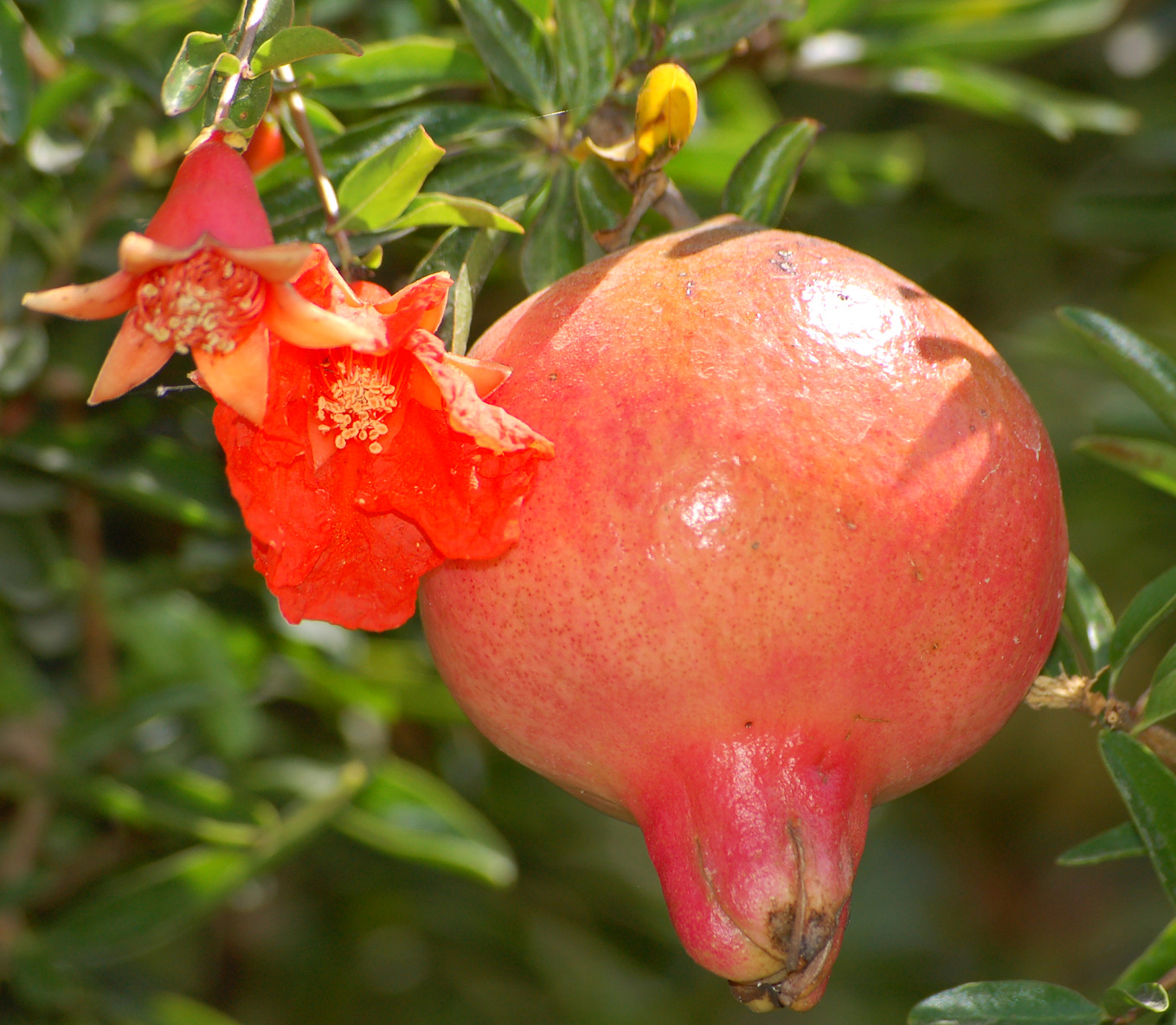
Der Granatapfel ist eine der im Koran genannten Früchte des Paradieses (55:68). Muslime nutzen ihn deshalb auch als Speise für besondere Anlässe.

In der mittelalterlichen islamischen Theologie wurde oft diskutiert, ob das Paradies Adams mit dem Paradies identisch ist, in das am Ende der Zeiten die Seligen eintreten werden. Während al-Hasan al-Basrī und mit ihm auch die Gründer der Muʿtazila, Wāsil ibn ʿAtā' (gestorben 748) und ʿAmr ibn ʿUbaid, lehrten, dass diese identisch seien und somit das den Menschen versprochene Paradies von Anfang an existiere, glaubte Dirār ibn ʿAmr (gestorben 796), dass Paradies und Hölle erst während des Jüngsten Gerichts erschaffen werden würden. Dirārs Position haben sich später viele andere Muʿtaziliten wie Hischām al-Fuwatī, ʿAbbād ibn Sulaimān und Abū Hāschim angeschlossen. Die Gegenseite hat sich erst nach langem Kampf durchgesetzt.
Viele sunnitischen Gelehrte vertreten, entgegen der Muʿtazila, die Auffassung, dass das Paradies zeitgleich mit der gegenwärtigen Welt existieren, und verweisen auf Verse des Korans, die Prüfung der Toten, und der Himmelfahrt Mohammeds. Einen Granatapfel habe Mohammed in einer Vision vom Paradies gesehen und dann ergriffen. Diesen Granatapfel habe er dann mit ʿAlī ibn Abī Tālib geteilt und auf Erden gegessen. Der sunnitische Theologe Abū l-Laith as-Samarqandī begründet die Gegenwärtigkeit des Paradieses damit, dass sie die gegenwärtige Welt beeinflusse, denn nur reale Dinge könnten einen Effekt haben und auch nur so könne der Mensch auf das Paradies hoffen.
Das Paradies wird ontologisch über der Erde und der Hölle verordnet. Anders als in der christlichen Vorstellung residiert Gott (Allah) allerdings in keiner dieser Kategorien, sondern gilt lediglich als dessen Schöpfer. Die Propheten und Engel können zwischen der irdischen und der paradiesischen Welt wechseln und vermitteln. Iblis und die Satane werden allerdings von Engeln vertrieben, wenn sie versuchen das Paradies zu betreten.

## Erlösungslehre

### Muslime
Die meisten sunnitischen Gelehrten gehen davon aus, dass selbst sündhafte Muslime aus der (obersten) Hölle erlöst und schlussendlich in das Paradies einziehen werden. Eine solche optimistische Erlösungsvorstellung ist insbesondere in den Lehren der Māturīdīya anzutreffen. Im Gegensatz dazu halten die Muʿtazila den Aufenthalt in der Hölle für Muslime, die schwere Sünden begangen haben, für ewig. Konträr dazu vertreten die Murdschi'a die Auffassung, dass Glaube allein zur Erlösung reiche.

### Nicht-Muslime
Ob auch Nichtmuslime in das Paradies gelangen können, ist unter muslimischen Theologen umstritten. Einige Gelehrte legen die Koranstelle 2:62 – welche Dschanna als Lohn für die Gläubigen unter den Leuten des Buches ankündigt – so aus, dass sich diese nur auf jene in vorislamischer Zeit beziehe, sodass sie, falls sie danach keine Muslime werden sollten, vom Zugang zum Paradies ausgeschlossen seien.
Historisch war die sunnitische theologische Schule der Aschʿarīya dafür bekannt, eine optimistische Sicht für Nicht-Muslime zu haben, die von Muhammad und seiner Botschaft nicht gehört haben, aber eine sehr pessimistische Sicht auf diejenigen, die ihn aber ablehnten. Im Gegenzug ist die sunnitische theologische Schule der Māturīdīya dafür bekannt, dass ausschließlich Muslime das Paradies betreten können, das Muslim zu sein aber nicht auf ein religiöses Formular reduzierbar wäre. Vielmehr stünde die Ergebenheit eines Schöpfergottes im Vordergrund. Dies begründen die Māturīdīya unter anderem damit, dass Allah jedem Menschen einen Verstand gegeben habe, mit dem er sowohl die Existenz eines Schöpfers als auch seine moralischen Prinzipien erkennen könne.
Die modernen sunnitischen Gelehrten Muhammad Abduh und Raschīd Ridā lehnen diese Sichtweise unter Verweis auf die Koranstelle 4:123-124 ab, welche besage, dass die Anerkennung der Prophetie Mohammeds nicht zur Bedingung für das Seelenheil gemacht werden könne. Im schiitischen Iran gelten Leute des Buches, die im Ersten Golfkrieg für die iranische Seite gefallen sind, ebenfalls als Märtyrer, weshalb der „Oberste Führer“ Ali Chamenei zu Weihnachten regelmäßig die Familien christlicher Gefallener besucht und ein Denkmal für die jüdischen Gefallenen existiert.

### Andere Wesen
Neben der Erlösung der Menschen kennt die islamische Lehre auch die Erlösung für Engel, Dämonen (Dschinn) und Teufel. Bei den Dämonen handelt es sich nach islamischer Vorstellung um intelligente und moralische Wesen (thaqalān), weshalb sie entweder mit dem Paradies belohnt oder mit der Hölle bestraft werden. Die Engel und Teufel gehören nicht zu den moralischen Wesen, sondern folgen ihrer Natur. Die Engel unterliegen keinen körperlichen Verführungen und gelangen somit grundsätzlich ins Paradies. Die gefallenen Engel, so wie deren Nachkommen (die Teufel), haben hingegen keinen Zutritt zum Paradies. Der Koran legt nahe, dass ihr Anführer aus dem Paradies vertrieben wurde, aber spricht nicht davon, dass dieser oder seine Nachkommen zurückkehren dürfen. Der Koran weist allerdings darauf hin, dass Engel, die sich selbst Göttlichkeit zuschreiben, in die Hölle geworfen werden.

## Umsetzung
Der Gartentyp des Tschahār Bāgh („viergeteilter Garten“) soll das islamische Paradies darstellen.

## Belege
1. ↑  Helmut Werner (Hrsg.) Das islamische Totenbuch – Jenseitsvorstellungen des Islam, nach der Dresdner und Leipziger Handschrift, neu herausgegeben. Köln 2009, S. 191 ff.
2. ↑  Thomas Patrick Hughes: Lexikon des Islam, Wiesbaden 1995, S. 574.
3. ↑  Ursula Spuler-Stegemann: Die 101 wichtigsten Fragen, Islam. München, C. H. Beck 2007, S. 43
4. ↑  corpuscoranicum
5. ↑  corpuscoranicum
6. ↑  Josef van Ess: Theologie und Gesellschaft im 2. und 3. Jahrhundert der Hidschra. Eine Geschichte des religiösen Denkens im frühen Islam. De Gruyter, Berlin 1991–1997, hier: Band 3, S. 53 f.
7. 1 2 3 4 5 6 7 8  Lange, Christian (2016). Paradise and Hell in Islamic Traditions. Cambridge United Kingdom: Cambridge University Press. ISBN 978-0-521-50637-3.
8. 1 2  Abd Rahman, Mohd Rosmizi, and Salih Yucel. "Faith and Good Deeds in Sunnite Schools of Thought and Deviated Sects: Revisiting the Notion of Sunnite Murji'ites to the Hanafites." العبقري: مجلة الثقافة الإسلامية و الإنسانية 282.3646 (2016): 1-26.
9. 1 2  Der Koran, hrsg., übersetzt und kommentiert von Adel Theodor Khoury, Gütersloh 2004, S. 67 (Fußnote).
10. ↑  McKim, Robert (2016). "Pluralism in Jewish, Christian and Muslim thought". Religious Perspectives on Religious Diversity. Brill Publishers. ISBN 978-90-04-33043-6.
11. ↑  Zhussipbek, Galym, and Bakhytzhan Satershinov. "Search for the theological grounds to develop inclusive Islamic interpretations: Some insights from rationalistic Islamic Maturidite theology." Religions 10.11 (2019): 609. p. 6
12. ↑  Shayan Arkian, Markus Fiedler: Die sogenannte Kopfsteuer diskriminiert keine Christen, MultiPerspektivisch, 30. April 2018.
13. ↑  Christ in the Night of Glory. The story of Supreme Leader’s presence at the homes of Armenian and Assyrian martyrs in the years 1984 to 2015, 2016, S. 9.
14. ↑  Omri Ron: Iran's Revolutionary Guards honor Jewish soldiers who died in Iran-Iraq War, JPost.com, 31. Oktober 2019.
15. ↑  Erdağı, Deniz Özkan. "Evil in Turkish Muslim horror film: the demonic in “Semum”." SN Social Sciences 4.2 (2024): 1-22
16. ↑  Annemarie Schimmel 1976. The celestial Garden in Islam. In: Elisabeth B. MacDougall, R. Ettinghausen (Hrsg.), The Islamic Garden. Washington, Dumbarton Oaks